# الیوت دیویس
الیوت دیویس (انگلیسی: Elliot Davis؛ زادهٔ ۲۳ مهٔ ۱۹۴۸) فیلم‌بردار اهل ایالات متحده آمریکا است. وی از سال ۱۹۷۶ میلادی تاکنون مشغول فعالیت بوده است.

## فیلم‌شناسی
- من سم هستم
- سیزده
- خارج از دید
- پادشاه تپه
- ترانه عاشقانه‌ای برای بابی لانگ
- آناتومی گری
- حرکت دلقک
- صبحانه قهرمانان
- نیروهای طبیعت
- بزرگتر از زندگی
- سوار اتوبوس شو
- افکار مرگبار
- پسران مادران
- پیمایشگر، شخص
- گرگ‌ومیش
- جهنم متحرک
- بانوی آهنی
- مبارز تای چی
- دونده
- عاشق کوپرها باش
- تولد یک ملت